# Burlington (Iowa)
Burlington és una població dels Estats Units a l'estat d'Iowa. Segons el cens del 2000 tenia 26.839 habitants.
Va ser la capital del Territori de Wisconsin el 1837 i del Territori d'Iowa entre els anys 1838 i 1841.

## Demografia
Segons el cens del 2000, Burlington tenia 26.839 habitants, 11.102 habitatges, i 7.105 famílies. La densitat de població era de 737,6 habitants per km².
Dels 11.102 habitatges en un 29,2% hi vivien nens de menys de 18 anys, en un 48,2% hi vivien parelles casades, en un 12% dones solteres, i en un 36% no eren unitats familiars. En el 31% dels habitatges hi vivien persones soles el 14% de les quals corresponia a persones de 65 anys o més que vivien soles. El nombre mitjà de persones vivint en cada habitatge era de 2,36 i el nombre mitjà de persones que vivien en cada família era de 2,94.
Per edats la població es repartia de la següent manera: un 24,5% tenia menys de 18 anys, un 8,9% entre 18 i 24, un 26,7% entre 25 i 44, un 22,7% de 45 a 60 i un 17,2% 65 anys o més.
L'edat mediana era de 38 anys. Per cada 100 dones de 18 o més anys hi havia 87,2 homes.
La renda mediana per habitatge era de 33.770 $ i la renda mediana per família de 40.912 $. Els homes tenien una renda mediana de 33.238 $ mentre que les dones 23.003 $. La renda per capita de la població era de 19.450 $. Entorn del 10% de les famílies i el 12,6% de la població estaven per davall del llindar de pobresa.

## Poblacions més properes
El següent diagrama mostra les poblacions més properes.